# Prix littéraire Le Droit

Les Prix littéraires Le Droit visent à reconnaître le talent des auteurs de la région d'Ottawa-Gatineau. Ils ont été créés en 1985 par le seul quotidien francophone de la capitale nationale du Canada, Le Droit. Après avoir été remis à tous les genres confondus dans un premier temps, des catégories distinctes en littérature jeunesse et en poésie ont depuis été mises sur pied, respectivement en 1998 et en 2006, afin de rendre compte de la pluralité de la production littéraire. 
Par ailleurs, depuis 2010, le prix dans la catégorie Fiction est remis en alternance à un roman, ou à un recueil de nouvelles, récit ou conte.
Les prix sont remis annuellement dans le cadre de la soirée d’ouverture du Salon du livre de l’Outaouais. 

## Lauréats

### Catégorie « Fiction » (depuis 1985)
- 1985 : Hélène Brodeur, pour Entre l’aube et le jour
- 1986 : Georgette Lamoureux, pour Ottawa 1900-1926 et sa population canadienne-française
- 1987 : Claude Pierre, pour Le Coup de l’étrier
- 1988 : Claude Châtillon, pour Carnets de guerre. Ottawa – Casa Berardi, 1941-1944
- 1989 : Jean-Louis Grosmaire, pour Un clown en hiver
- 1990 : Norman Pagé, pour La Cathédrale Notre-Dame d’Ottawa
- 1991 : Daniel Poliquin, pour Visions de Jude
- 1992 : Roger Bernard, pour Le Travail et l’espoir
- 1993 : Jean-Louis Grosmaire, pour Paris-Québec
- 1994 : Lucie Brunet, pour Almanda Walker-Marchand
- 1995 : Daniel Poliquin, pour L’Écureuil noir
- 1996 : pas de remise
- 1997 : Vincent Théberge, pour Coupable d’être jumeau
- 1998 : Roger Levac, pour Petite crapaude!
- 1999 : Daniel Castillo Durante, pour Les Foires du Pacifique
- 2000 : Marie-Andrée Donovan, pour Mademoiselle Cassie
- 2001 : Jacques Brunet, pour Messe grise ou la fesse cachée du Bon Dieu
- 2002 : Gilles Lacombe, pour La mesure du ciel sur la terre
- 2003 : Éric Charlebois, pour Faux-fuyants
- 2004 : pas de remise
- 2005: Maurice Henrie, pour Mémoire vive
- 2006 : Jean Mohsen Fahmy, pour L’Agonie des dieux
- 2007 : Daniel Poliquin, pour La Kermesse
- 2008 : Andrée Christensen, pour Depuis toujours, j’entendais la mer
- 2009 : Pierre Crépeau, pour Madame Iris
- 2010 : Georges Lafontaine, pour L’Orpheline
- 2011 : Claire Boulé, pour Sortir du cadre
- 2012 : Renaud Bouret, pour Les Chinoises
- 2013 : Maurice Henrie, pour Petites pierres blanches
- 2014 : Marie-Josée Martin, pour Un jour, ils entendront mes silences
- 2015: Charles Le Blanc, pour Catin Basile
- 2016 : Nicole Castéran, pour L’Œil du diable (t. 1)
- 2017 : Michèle Vinet, pour L'enfant-feu
- 2018 : Philippe Simard, pour Le petit Abram[1]

### Catégorie « Jeunesse » (depuis 1998)
- 1998 : Marie-Ève Lacasse, pour Masques
- 1999 : Jean-Louis Grosmaire, pour Paris-Hanoi
- 2000 : Claudine Bertrand-Paradis, pour Vladimirrr et compagnie + mention spéciale à Sylvie Tessier, pour Biscuit dans la galaxie (illustrations de Lucie Lavallée)
- 2001 : Céline Forcier, pour Le Secret de Misha
- 2002 : Pierre Boileau, pour Cœur de glace + mention spéciale à Mary-Christine Thouin, pour Arequipa
- 2003 : Anne Prud’homme, pour La Cible humaine
- 2004 : pas de remise
- 2005 : Andrée Poulin, pour Ping-Pong contre Tête-de-Navet
- 2006 : Andrée Poulin, pour Les Impatiences de Ping
- 2007 : Françoise Lepage, pour Poupeska
- 2008 : Claude Bolduc, pour Là-haut sur la colline
- 2009 : Éric Péladeau, pour Léo Lalune et les cinq sens
- 2010 : Andrée Poulin, pour Où sont passés les zippopos?
- 2011 : Loïse Lavallée, pour Chez les oiseaux avec Om’a
- 2012 : Alexandre Carrière, pour Il danse avec les dragons
- 2013 : Manon Corriveau Côté, pour ABC d’un génie ignoré + mention spéciale à Andrée Poulin, pour À la découverte de l’Ontario français
- 2014 : Andrée Poulin, pour La plus grosse poutine du monde
- 2015 : Jean-Baptiste Renaud, pour Les Orphelins. Rémi et Luc-John
- 2016 : Pierre-Luc Bélanger, pour Ski, Blanche et avalanche
- 2017 : Gabriel Robichaud, Le Lac aux deux falaises[2]
- 2018 : Paul Roux, Gladiateurs virtuels[1]

### Catégorie « Poésie » (depuis 2006)
- 2006 : Michel A. Thérien, pour J’écris à rebours
- 2007 : Tina Charlebois, pour Poils lisses
- 2008 : Sylvie Maria Filion, pour Mon temps d’éternité
- 2009 : Claire Boulé, pour Calendrier des terres froides
- 2010 : Sylvie Maria Filion, pour La Nébuleuse du Celte
- 2011 : Michel Côté, pour L’Intranquille Gravité
- 2012 : Andrée Lacelle, pour Demain l’enfance
- 2013 : Nicole V. Champeau, pour Barricades mystérieuses + mention spéciale à Céline De Guise et Michel Côté, pour Depuis, tout a grandi
- 2014 : Andrée Christensen, pour Racines de neige + mention spéciale à Gilles Lacombe, pour Mais ailleurs que le vent
- 2015 : Tina Charlebois, pour Miroir sans teint
- 2016 : François Baril Pelletier, pour Déserts bleus
- 2017 : Andrée Christensen, Épines d'encre[2]
- 2018 : Jacques Gauthier, Un souffle de fin silence[1]